# Маслов, Павел Петрович
Павел Петрович Маслов (17 марта 1902, Маслово — 3 января 1978, Москва) — советский учёный-статистик, педагог, профессор (с 1946), доктор наук, заведующий кафедрой статистики Московского финансового института. Действительный член Международного статистического института. Прозаик.

## Биография
Сын политического деятеля, учёного-экономиста, академика АН СССР Петра Павловича Маслова (1867—1946).
В 1906 году выехал с семьей за границу, в эмиграцию (Швейцария и Франция), поэтому хорошо знал французский язык, владел также английским и немецким языками. В 1914 году семья возвратилась в Россию. В 1922 году в Иркутский университет, а спустя два года перевёлся на экономический факультет Московского института народного хозяйства имени Г. В. Плеханова.
В 1925 году был зачислен в аспирантуру Института экономики РАНИОН. Одновременно работал старшим научным работником аграрной секции Комакадемии. В 1928 году защитил кандидатскую диссертацию на тему «Перенаселение русской деревни» (издана в 1929 году).
Работал в ЦСУ РСФСР в 1930—1931 годах, занимался переписью населения в Тувинской Народной Республике, на Крайнем Севере. С середины 1930-х годов — на преподавательской работе в Московском кредитно-экономическом институте, с 1937 года заведовал кафедрой статистики. Одновременно работал в Институте экономики АН СССР.
В апреле 1941 года был утверждён заместителем директора по учебной и научной работе МКЭИ, с которым находился в эвакуации в Саратове (1941—1942). В 1946 году утверждён в звании профессора и стал работать заведующим кафедрой статистики МФИ.
Увлекался архитектурой и деревянной скульптурой. Автор книги «История архитектурных памятников Москвы». В 1973 году состоялась персональная выставка его деревянных скульптур.
Награждён медалью «За доблестный труд. В ознаменование 100-летия со дня рождения В. И. Ленина».
Похоронен в Москве на Новодевичьем кладбище.

## Семья
- Жена — Изольда Мееровна Лукомская (1904—1981), дочь доктора медицины, гигиениста и публициста, профессора Меера Яковлевича Лукомского.
  - Сын — Виктор Павлович Маслов, математик и физик, академик РАН.

## Научная деятельность
Внёс большой вклад в развитие статистики сельского хозяйства, статистики населения, статистики доходов и расходов населения, бюджетных исследований.
Автор более 250 опубликованных научных работ по вопросам статистики и социологии, в том числе двух фундаментальных — «Социология и статистика» (1967) и «Статистика в социологии» (1971), посвящённых статистическому моделированию социальных процессов, где автор выдвигает новые подходы к их количественному изучению, соавтор многих фундаментальных коллективных монографий, переводчик (он владел пятью иностранными языками) и редактор многих уникальных иностранных изданий. Автор учебников по сельскохозяйственной статистике, общей теории статистики, финансовой статистике.
При его непосредственном участии и по его инициативе были подготовлены переводные работы из серии «Библиотека иностранных книг по статистике» в издательстве «Статистика», членом редколлегии которой он являлся. Он перевёл книгу Ф. С. Миллса «Статистические методы», снабдив перевод своими комментариями.

## Избранные работы
- Конец Урянхая (книга очерков, получившая в 1933 году премию на всесоюзном конкурсе художественных очерков)
- Организация Северного промыслового хозяйства (1939)
- Сельскохозяйственная статистика. Ч. 1: Массовое наблюдение. — М. : Госиздат, 1930. — 302 с. — (Экономическая библиотека)
- Критический анализ буржуазных статистических публикаций. — М.: Издательство Академии наук СССР, 1955. — 478 с.
- Социология и статистика. — М. : Статистика, 1967. — 294 с.
- Измерение потребительского спроса (теоретические очерки). — М.: Экономика, 1971. — 159 с.
- Статистика в социологии. — М. : Статистика, 1971. — 248 с.
- Техника работы с цифрами: Практические указания. — 5-е изд., перераб. и доп. — М.: Статистика, 1977. — 136 с.
- Статистика финансов. — М. : Статистика, 1979. — 280 с.